# Coutures (Dordogne)
Coutures település Franciaországban, Dordogne megyében. Lakosainak száma 198 fő (2022. január 1.). Coutures Bourg-des-Maisons, Bertric-Burée, Celles és Verteillac községekkel határos.

## Népesség
A település népességének változása:
| Lakosok száma | 194  | 159  | 175  | 191  | 192  | 189  | 185  | 182  | 188  | 198  |
|               | 1968 | 1982 | 1990 | 2006 | 2013 | 2015 | 2017 | 2019 | 2020 | 2022 |